# Jackie Jensen
Pour les articles homonymes, voir Jansen.

Jack Eugene Jackie Jensen (San Francisco, 9 mars 1927 - Charlottesville, 14 juillet 1982) est un joueur de baseball américain. 

## Carrière
Il a joué dans les équipes des New York Yankees, des Washington Senators et des Boston Red Sox.
Il a reçu le titre de meilleur joueur des Ligues majeures en 1958. Il a également reçu un gant doré.
Il a pris sa retraite en tant que joueur relativement jeune pour cause d'aviophobie (peur de prendre l'avion).

## Vie privée
Le 16 octobre 1949, Jackie Jensen épouse Zoe Ann Olsen, une plongeuse américaine, avec laquelle il a une fille et deux fils. Le couple divorce en 1963 avant de se remarier 14 mois plus tard, puis divorcer une nouvelle fois en 1970.